# Douamoutef
 (juillet 2025).

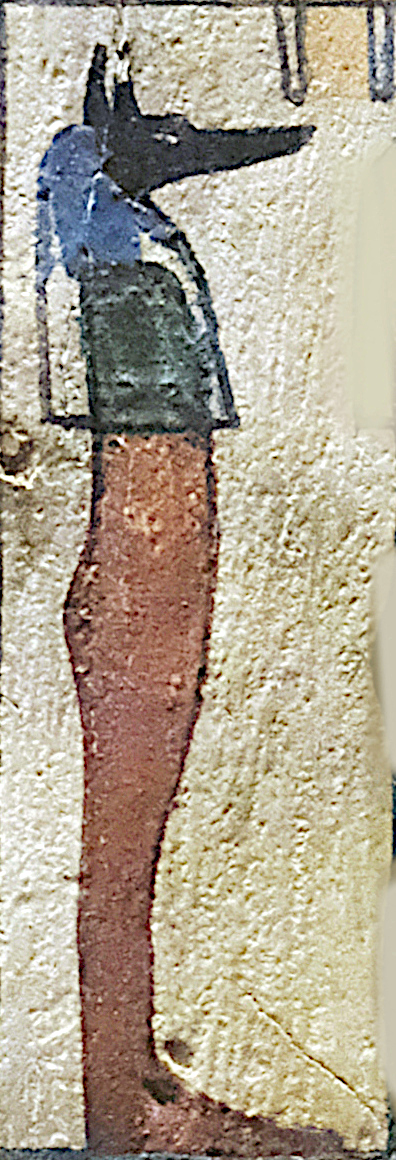
Détail du panneau « Irethorrou fait offrande à Osiris, suivi d'Isis et des quatre fils d'Horus : Amset, Hâpi, Kébehsénouf et Douamoutef », Musée du Louvre.

Douamoutef est un génie à tête de chacal de la mythologie égyptienne, souvent associé à la ville de Hiérakonpolis.
Divinité protectrice de l’estomac des morts, elle est représentée avec une tête de chacal. Il est l’un des quatre génies funéraires anthropomorphes, appelés « Les enfants d'Horus ». Ils avaient pour mission de garder les viscères du corps du défunt. À partir de la fin de la XVIIIe dynastie, les bouchons des vases canopes sont modelés à l’image des divinités qui les protègent.
Le vase canope qui renferme l’estomac protégé par Douamoutef, à un couvercle qui représente une tête de chacal. Pour que le pouvoir s’accomplisse et qu’il protège les organes momifiés, ce génie doit être associé à une déesse et à un point cardinal. Pour Douamoutef c’est la déesse Neith et l’Est.
Les quatre enfants d'Horus représentés sur les vases canopes :
- Imsety, ou Amset, protège le foie, avec Isis ;
- Hâpi, protège les poumons, avec Nephtys ;
- Douamoutef, protège l'estomac, avec Neith ;
- Kébehsénouf, protège l'intestin, avec Serket.